# Benoît Paul Émile Clapeyron
Benoît Paul Émile Clapeyron (Párizs, 1799. február 26. – Párizs, 1864. január 28.) francia mérnök és fizikus, a termodinamika tudományának egyik úttörője, a Clausius–Clapeyron-egyenlet egyik névadója.

## Élete
Tanulmányait Juillyben kezdte, az oratoriánusoknál (18081–814), majd az École polytechnique-ben folytatta. Tanult a MINES ParisTech-ben (1818-1820), s 1821-ben a Corp royal des Mines (a francia fizikusi és matematikusi elit gyűjtőhelye, melynek célja, hogy tanácsot adjon az ország vezetésének) tagja lett. Clapeyron 1820-ban barátjával és iskolatársával, a matematikus Gabriel Laméval Szentpétervárra ment, hogy a korábban Augustin Bétancourt alapította közlekedési iskolán tanítsanak. Az orosz kormányzat a tanítási teendőkön túlmenően azonban azzal is megbízta a két fiatal francia tudóst, hogy függőhídakra vonatkozó kutatásokat folytassanak: ennek eredményeként felfedeztek egy olyan mészkőfajtát, melyből a korábbiaknál jobb cementet lehetett előállítani. Az 1830-ban bekövetkező júliusi forradalom azonban komoly feszültségeket okozott Franciaország és Oroszország közt, így végül a két tudósnak haza kellett térnie.
Clapeyront otthon a vasút kérdésköre kezdte el izgatni, s meg is tervezte a Párizs–Saint-Germain közti vasútvonalat (amely az elsők közt volt Franciaországban). 1836-ban belépett a Pereire-fivérek vállalatába, mely az említett vasútvonal megépítését tűzte ki célul, s itt többek közt ismét Laméval dolgozhatott együtt. 1837-től az észak-franciaországi vasútvonalakkal kapcsolatos munkálatokon dolgozott, később pedig a közép-franciaországiakon. Rugalmassági vizsgálataival hozzájárult a hidak statikai elemzésének fejlődéséhez. Jelentős eredménye a gőzmozdonyok tolattyújának tökéletesítése, mely során a gőz expanziójának nagyobb mértékű kihasználását érte el.
Clapeyron 1864-ben hunyt el, személyével a 19. század egy kivételes, mind gyakorlati, mind elméleti téren jelentőset alkotó tudósa távozott el.

## Munkássága
Clapeyron egyik jelentős tudományos eredménye a feszültségtenzor bevezetése. A fogalom először egy Laméval közösen írt tanulmányában (Mémoire sur l'équilibre intérieur des solides homogènes, magyarul körülbelül: Jegyzet a homogén szilárd anyagok belső egyensúlyáról) jelent meg 1831-ben.
Clapeyron másik jelentős érdeme a termodinamikával kapcsolatos. 1834-es művében (Mémoire sur la puissance motrice de la chaleur, magyarul körülbelül: Jegyzet a hő mozgató erejéről) hívta fel a tudományos világ figyelmét a két évvel korábban fiatalon elhunyt Sadi Carnot munkásságára. Clapeyron felismerte Carnot gondolatainak eredetiségét és jelentőségét, annak ellenére, hogy ez utóbbi még az akkorra már túlhaladottnak számító kalorikus elmélet híve volt. A puszta ismertetésen túl Clapeyron jelentősen hozzájárult Carnot gondolatainak továbbfejlesztéséhez is, egyrészt azzal, hogy a Carnot-ciklust a ma is szokásos módon egy P-V diagramban ábrázolta. 1843-ban Clapeyron továbbfejlesztette Carnot reverzibilis állapotváltozásra vonatkozó gondolatát, és egy megfogalmazását adta a termodinamika második főtételének.
Clapeyron neve elsősorban mint a Clausius-Calpeyron-egyenlet egyik megalkotója él a mérnöki köztudatban. Ez az egyenlet a különböző fázisátalakulások leírására szolgál.
1858 márciusában a Francia Természettudományi Akadémia tagja lett. 1830-tól az Orosz Tudományos Akadémia levelező tagja volt. Nevét a párizsi Eiffel-torony 72 név egyikeként örökítették meg. 

## Fordítás
- Ez a szócikk részben vagy egészben az Émile Clapeyron című francia Wikipédia-szócikk fordításán alapul.  Az eredeti cikk szerkesztőit annak laptörténete sorolja fel. Ez a jelzés csupán a megfogalmazás eredetét és a szerzői jogokat jelzi, nem szolgál a cikkben szereplő információk forrásmegjelöléseként.